# Realismo moderado

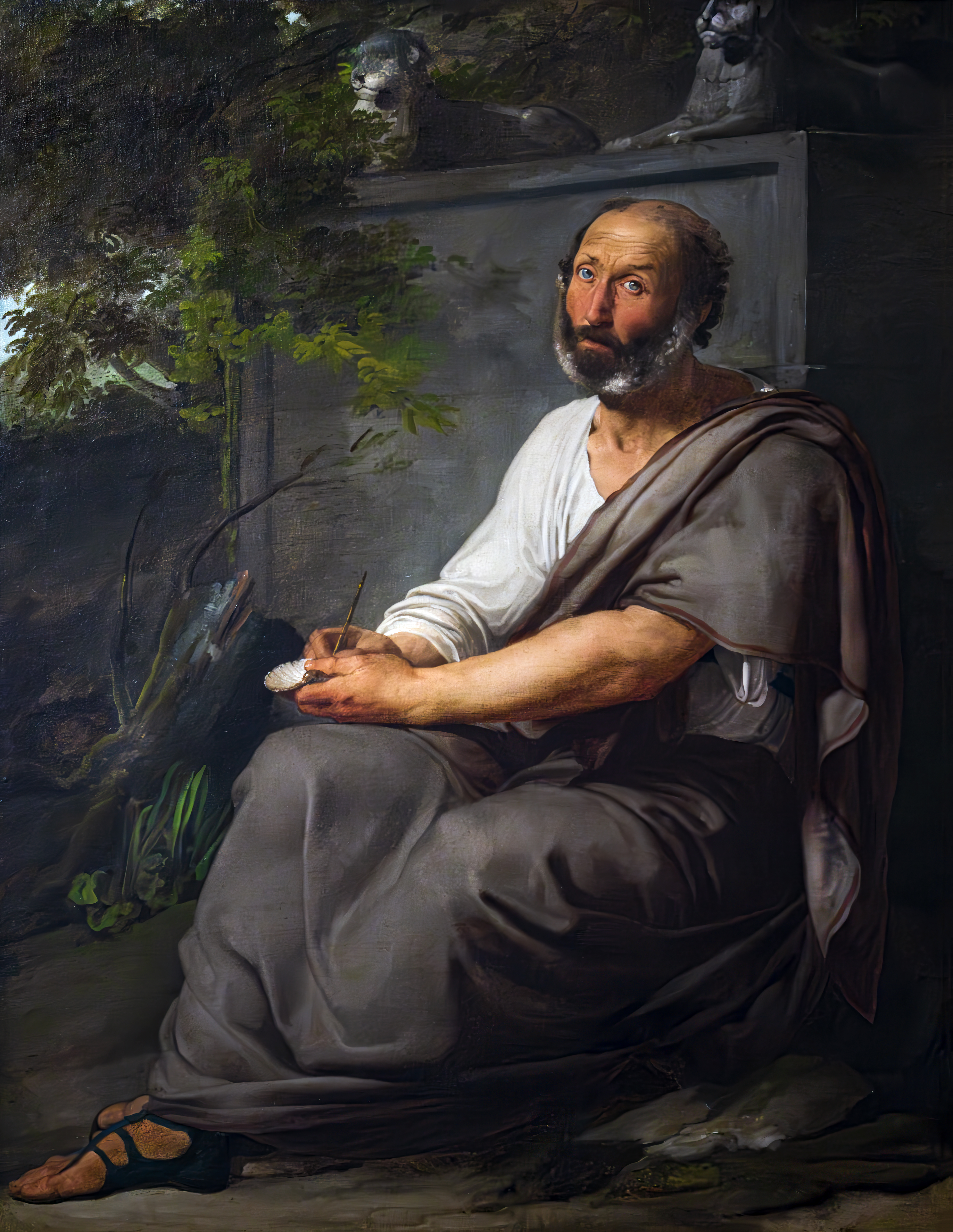
Aristóteles de Francesco Hayez.

El realismo moderado (también llamado realismo inmanente) es una posición en el debate sobre la metafísica de los universales que sostiene que no hay un reino en el que existan los universales (en oposición al realismo platónico, que afirma la existencia de objetos abstractos), ni realmente existen dentro de los particulares como universales, sino que los universales realmente existen dentro de los particulares como particularizados y multiplicados.

## Concepto
El realismo moderado se opone tanto al realismo extremo (como la teoría de las formas platónicas) como al nominalismo. Los nominalistas niegan la existencia de los universales por completo, incluso como particularizados y multiplicados dentro de los particulares. El realismo moderado, sin embargo, se considera un punto medio entre el realismo platónico y el nominalismo, ya que sostiene que los universales se ubican en el espacio y el tiempo, aunque no tienen reinos separados.
Aristóteles adoptó una forma de realismo moderado como lo hicieron Tomás de Aquino, Buenaventura y Duns Scotus (cf. Realismo escotista). El realismo moderado es antirrealista acerca de los objetos abstractos, al igual que el conceptualismo (su diferencia es que el conceptualismo niega la independencia mental de los universales, mientras que el realismo moderado no lo hace). La posición de Aristóteles, tal como la expone Tomás de Aquino, niega la existencia del reino de las Formas y que el mundo que lo rodea constituye el único mundo donde nada existe precisamente de acuerdo con nuestros conceptos universales.

## Teorías modernas
Una versión más reciente e influyente del realismo inmanente ha sido propuesta por Willard Van Orman Quine, en obras como "Posits and Reality" (1955), y D. M. Armstrong, en obras como Universals: An Opinionated Introduction (1989, pág. 8). Para Quine, cualquier objeto propuesto por la teoría se considera real, destacando que "todo aquello a lo que concedemos existencia es un postulado desde el punto de vista de una descripción del proceso de construcción de la teoría", considerando la idea de que la teoría soportó pruebas rigurosas. Según Armstrong, los universales son independientes de la mente y son fundamentales para explicar la causalidad y la conexión nómica.